# Ed Gein

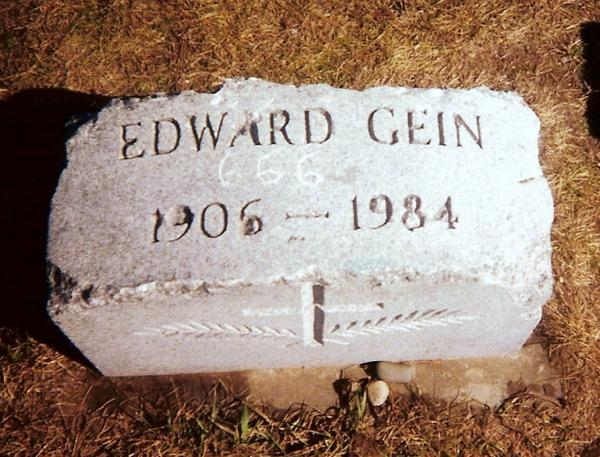
Ed Geins Grabstein (1999)

Edward Theodore Gein [ˈɡiːn], genannt Ed Gein (* 27. August 1906 in La Crosse, Wisconsin; † 26. Juli 1984 in Madison, Wisconsin), alias Plainfield Ghoul, war ein US-amerikanischer Mörder, Leichendieb, Grab- und Leichenschänder, bei dem Leichenteile vieler verschiedener Frauen gefunden wurden. Er wurde für die Morde an zwei Frauen verurteilt, jedoch als psychisch krank eingestuft, so dass er bis zu seinem Tod in der Psychiatrie verblieb.
Sein Biograf, der Richter Robert Gollmar, nannte Edward Gein den „bizarrsten Mörder, Grabräuber (...) sowie ohne Frage die berüchtigtste Person, die mir jemals vor Gericht begegnet ist“.
Den Autor Robert Bloch beschäftigte die krankhafte Beziehung zwischen Ed und seiner Mutter, als er in seinem Roman Psycho die Hauptperson Norman Bates beschrieb. Insbesondere der gleichnamige Film von Alfred Hitchcock erlangte Kultstatus. Der Autor Thomas Harris nutzte in seinem Roman Das Schweigen der Lämmer Gein als Inspiration für seine Figur des Serienmörders Jame Gumb, genannt „Buffalo Bill“, weil er sich ebenfalls Bekleidung aus menschlicher Haut schneiderte. Bekannt wurde die Figur, neben der des Hannibal Lecter, auch aus der gleichnamigen Verfilmung.

## Familie, Kindheit und Jugend

### Herkunft
Bereits vor der Geburt der Kinder war Ed Geins Vater George Philip Gein (1873–1940) alkoholkrank und hatte Probleme, über längere Zeit eine Stellung zu halten. Er hatte als Tischler, Versicherungsvertreter und Gerber gearbeitet sowie in einem Kraftwerk und für ein Eisenbahnunternehmen. Da er durchaus in der Lage war, einen guten Eindruck zu machen, gelang es ihm mit 24 Jahren, die 19-jährige Augusta Wilhelmine Lehrke (1878–1945) von sich zu überzeugen. Sie kam wie er aus Wisconsin, wo sie in einer lutherischen Familie streng religiös erzogen worden war, und stand ihrem Vater sehr nahe. Die Ehe der beiden war von Anfang an unglücklich; George Gein vertrank das Geld, seine Frau verhöhnte ihn dafür, er schwieg sie an oder verprügelte sie. Augusta Gein kam selbst aus einem sehr strengen Elternhaus, in dem die Züchtigung der Kinder eine gängige Erziehungsmaßnahme war. Obwohl sie Sexualität verabscheute und als unrein und Zeichen der männlichen Begierde betrachtete, kam sie ihren „ehelichen Pflichten“ nach, da sie sich Kinder wünschte.

### Frühe Kindheit
Der erste gemeinsame Sohn Henry George Gein kam 1901 zur Welt. Augusta Gein war der Ansicht, es sei einfacher, ein Mädchen nach ihrer Vorstellung zu erziehen, und hoffte daher sehr auf die Geburt einer Tochter. Am 27. August 1906 brachte sie ihr zweites Kind zur Welt: Edward Theodore Gein, genannt Ed. George Gein trank fortwährend und hatte weiterhin Probleme, einen Job zu behalten, daher bestimmte Augusta, die in der Familie den Ton angab, ein eigenes Geschäft wäre die Lösung. 1909 wurden sie Eigentümer eines kleinen Lebensmittelladens. Den Großteil der Arbeit musste jedoch Augusta Gein erledigen, da ihr Mann keinen Ehrgeiz entwickelte und weiterhin trank.
Der Vater schlug seine Söhne, die ihn für seinen Lebenswandel verachteten. Die beiden legten bereits in jungen Jahren aggressives Verhalten an den Tag.

### Die Familienfarm
Als Ed sieben Jahre alt war, beschloss Augusta Gein, die Stadt zu verlassen, um ihre Kinder vor deren schädlichen Einflüssen zu bewahren. Ab 1914 war der neue Hauptwohnsitz der Familie eine Farm mit Milchwirtschaft in der Nähe von Plainfield (Wisconsin). Es gab ein zweistöckiges Farmhaus, eine Scheune, einen Hühnerstall und einen Geräteschuppen sowie etwa 80 Hektar Land.
Sie wählte diese verlassene Gegend, um ihre heranwachsenden Söhne vor Berichten von Unzucht und Ehebruch zu schützen. Die Söhne durften das Grundstück nur für den Schulbesuch verlassen. Sie predigte ihren Söhnen die Sündhaftigkeit menschlicher Sexualität. Sie wiederholte ständig, dass alle Frauen Huren seien und Sex ausschließlich der Fortpflanzung, aber nicht dem Genuss dienen solle, ohne sie  aufzuklären. Sie las ihnen jeden Tag aus der Bibel vor, bevorzugt jene Teile, in denen es um Tod und Verderben geht.
Gein war ein schüchterner Junge, der gerne las und keine Freunde hatte. Die Erziehungsmethoden seiner Mutter stellte er nie offen in Frage; aber sie erwischte ihn oft dabei, wie er heimlich in der Badewanne masturbierte, was sie sehr erzürnte. Als Teenager erregte es ihn, seinen Eltern auf der Farm beim Schlachten eines Schweines zuzusehen. Er interessierte sich außerdem für Anatomiebücher und Berichte über Kannibalismus. Sein Bruder Henry verspottete den Jüngeren als Muttersöhnchen, nachdem es ihm nicht gelungen war, den Bruder dazu zu bewegen, mit ihm unter Leute zu gehen.

### Tod der Familie
Geins Vater starb 1940 im Alter von 66 Jahren. Vier Jahre später kam es auf der Familienfarm zu einem Großfeuer, in dem Geins Bruder ums Leben kam. Der Polizei gegenüber sagte Edward aus, er habe seinen Bruder im dichten Qualm aus den Augen verloren. Trotzdem konnte er die Polizisten direkt zum Leichnam führen. Obwohl ein Schädeltrauma festgestellt wurde, ist „Erstickungstod“ in die Sterbeurkunde eingetragen. Henry Gein gilt daher als mögliches erstes Opfer seines Bruders. Nachdem im darauffolgenden Jahr die Mutter gestorben war, lebte Gein allein auf der elterlichen Farm.

## Psychische Probleme und Verbrechen

### Beziehung zur Mutter
Augusta Gein war der Ansicht, es sei sicher einfacher, ein Mädchen zu einer sittlichen, keuschen und religiösen Frau zu erziehen. So ertrug sie die ihr verhasste Sexualität nach Henrys Geburt und betete für ein Mädchen. Über Edwards Geburt war seine Mutter zwar enttäuscht, schwor sich jedoch, diesen Jungen so gut zu erziehen, dass er anders als alle anderen Männer werden würde.
Augusta Gein war dominant und gab in der Familie den Ton an und den Takt vor. Sie war nicht nur übermäßig religiös, sondern auch extrem auf Sauberkeit bedacht (getreu dem Motto „cleanliness is next to godliness“). Obwohl sie ihren Mann im Laufe der Zeit immer mehr verachtete, war für sie eine Ehescheidung aus religiösen Gründen undenkbar. Als die Söhne zu jungen Männern heranwuchsen, hielt ihre Mutter sie dazu an, Mädchen und Frauen keinerlei Beachtung zu schenken, da sie allesamt Flittchen seien. Außerdem ließ die Mutter ihre Söhne regelmäßig schwören, sexuell keusch zu bleiben.
Kurz nach dem frühen Tod ihres älteren Sohnes erlitt Augusta einen Schlaganfall und war auf Eds Hilfe angewiesen, wodurch sie ihn noch enger an sich band. Jetzt war er es, der ihr aus der Bibel vorlas. Sie verstarb kurz nach einem zweiten Schlaganfall, der durch große Aufregung über ein Ereignis in der Nachbarschaft ausgelöst worden war. Der Nachbar prügelte seinen Hund heftig mit einem Stock, als eine Frau aus dem Nachbarhaus kam und ihn anschrie, er solle den armen Köter in Ruhe lassen. Er hörte nicht auf sie, sondern schlug den Hund tot. Augusta regte sich sehr über den Vorgang auf, wobei es nicht der Tod des Hundes war, der sie in Rage versetzte, sondern die Einmischung der Frau. Sie sei eine Hure und sollte gar nicht dort sein, betonte Augusta. Ed war jedoch der Meinung, seine Mutter sei perfekt gewesen. Wenn er nach ihr gefragt wurde, wurden seine Augen feucht, und er lobte, wie gut, wie rein und fromm sie gewesen war. In den Augen ihres Sohnes war sie so gewesen, wie eine Frau sein sollte.

### Erster (nachgewiesener) Mord
Gein war mittlerweile 39, immer noch Junggeselle und sehr vom Tod seiner Mutter betroffen, so dass er viel Zeit an ihrem Grab verbrachte. Er begann jedoch, unter Menschen zu gehen, und besuchte die örtliche Kneipe „Pine Grove Tavern“, die von Mary Hogan geführt wurde. Er freundete sich mit der älteren Inhaberin der Kneipe an, die rein äußerlich seiner Mutter ähnelte. Vom Lebenswandel her war die zweimal geschiedene Frau jedoch das Gegenteil von Augusta. Der unsichere und unerfahrene Mann konnte nicht akzeptieren, dass sie nicht nur mit ihm, sondern auch mit anderen flirtete. Er löste seine emotionale Irritation, indem er die 51-jährige Gastwirtin am 8. Dezember 1954 in ihrer Bar in Pine Grove, Wisconsin erschoss. Die Leiche beförderte er in seinem Auto zu sich nach Hause.

### Zweiter Mord
Den nächsten Mord verübte er drei Jahre später, am 16. November 1957. Von Bernice Worden glaubte Ed zu wissen, dass sie ihren Mann einer anderen Frau ausgespannt hatte, die daraufhin Selbstmord begangen habe. Außerdem sei sie für das Scheitern einer Ehe verantwortlich.
Gein erschoss die 58-Jährige in ihrem Eisenwarenladen in Plainfield und nahm ihre Leiche mit. Die Polizei kam am nächsten Tag für eine Hausdurchsuchung auf die Farm. Der Sohn der Verstorbenen sagte aus, er halte Gein für verdächtig. Wordens geköpfter Körper wurde ohne Eingeweide gefunden, die Leiche war wie ein Stück Wild in Geins Schuppen aufgehängt worden.

### Leichendiebstahl
Abgesehen von den Überresten von Worden und Hogan fand die Polizei zahlreiche Teile verschiedener anderer Leichen (mindestens 15), die durch Leichendiebstahl vom Friedhof auf die Farm gelangt waren.
Gein nahm ausschließlich weibliche Leichen mit, viele davon im mittleren oder etwas höheren Alter. Seine beiden Mordopfer erinnerten bezüglich Alter und Körperstatur an seine Mutter.
Unter den Fundstücken waren unter anderem ein Anzug aus menschlicher Haut, Masken aus menschlichen Gesichtern, eine Schachtel mit weiblichen Geschlechtsteilen und eine Sammlung Nasen. In der Küche fand man menschliches Fleisch und ein Herz. Gein bekannte sich zu etwa 40 Fällen von Leichendiebstahl, wobei er aussagte, es wurde immer zwanghafter. Nekrophilie stritt er entschieden ab; der Geruch der Leichen sei zu schlecht.
Die Köpfe seiner Opfer hatte Gein abgetrennt und ihre Schädel zu Schüsseln verarbeitet, aus denen seine Hunde und Katzen fraßen.

## Verurteilung und Geisteszustand
Ed Gein wurde verhaftet und gestand die Morde an Mary Hogan und Bernice Worden. Er wirkte vollkommen gelassen und schien die Morde nicht als Verbrechen anzusehen, weshalb er sie auch zugab. Da er als schuldunfähig eingestuft wurde, überwies man ihn in das Mendota Mental Health Institute in Madison, Wisconsin. Im November 1968 wurde er für schuldfähig erklärt, vor Gericht gestellt und für schuldig befunden, jedoch für wahnsinnig erklärt. Das Gericht wies ihn daher abermals in das Mendota Mental Health Institute ein, in dem er am 26. Juli 1984 an Lungenversagen infolge einer Krebserkrankung starb.
Der am Vorbild von Gein für den Roman Psycho erschaffene Norman Bates teilt eine Reihe massiver psychischer Störungen mit seinem Vorbild. Im Einzelnen lassen sich (auch bei der Verfilmung) folgende Eigenschaften beobachten, die sich bei Gein mit der Zeit immer mehr ausgebildet haben: Misogynie, Misanthropie, das Entwickeln eigener Moralvorstellungen mit entsprechender Verurteilung von Abweichlern. Vorbild und Romanfigur weisen diverse Merkmale des malignen und komplexen Narzissmus auf, der zusätzlich Elemente der antisozialen und der paranoiden Persönlichkeitsstörung sowie einen Hang zu Sadismus miteinander vereint.

## Eingang in die Popkultur
Geins abnorme Taten bieten eine große Bandbreite an Möglichkeiten zur Interpretation und Auseinandersetzung und faszinierten abseits von Gesetz, Medizin und Wissenschaft viele Künstler, die unterschiedliche Aspekte in den Vordergrund ihrer Werke stellen.

### Filme
Ed Gein und seine Taten dienten als Vorbild für diverse Figuren in Büchern und Filmen.
- Der Fall beeinflusste die Zeichnung der Figur Norman Bates in Robert Blochs Roman Psycho (1959), den Alfred Hitchcock ein Jahr später unter gleichem Namen verfilmte.
- Der Mörder Buffalo Bill in Thomas Harris’ Roman Das Schweigen der Lämmer (1991 von Jonathan Demme unter gleichem Titel verfilmt) basiert auf Ed Gein.
- Deranged – Geständnisse eines Necrophilen (USA, 1974). Die Figur des Ezra Cobb (Roberts Blossom) ist Ed Gein nachempfunden.
- Er beeinflusste das Blutgericht in Texas (The Texas Chain Saw Massacre, 1974) und dessen zahlreiche Sequels bzw. Prequels.
- 2000 entstand mit Ed Gein – The Wisconsin Serial Killer unter der Regie von Chuck Parello erstmals eine Verfilmung des tatsächlichen Falls.
- Das amerikanische Independent-Studio Lionsgate veröffentlichte 2007 Ed Gein – Der wahre Hannibal Lecter (Ed Gein: The Butcher of Plainfield) mit Kane Hodder in der Titelrolle als DVD-Premiere. Regie führte Michael Feifer.
- In Rob Zombies Film Haus der 1000 Leichen wird Ed Gein in der „Mörder-Bahn-Szene“ bei Captain Spaulding erwähnt. Weiterhin fertigt sich Otis in Haus der 1000 Leichen und in dessen Fortsetzung The Devil’s Rejects Masken aus der Gesichtshaut seiner Opfer an.
- Im Film American Psycho wird ein Ed Gein fälschlicherweise zugeschriebener Satz über dessen Verhalten zu Frauen von Patrick Bateman (gespielt von Christian Bale) zitiert, der ursprünglich von Edmund Kemper stammt.
- Sawyer, der Mörder im Film Leatherface, dem Prequel von The Texas Chain Saw Massacre, verfügte, wie Ed Gein, über Masken aus menschlicher Haut. Gein wurde von den Erschaffern der Figur als Inspirationsquelle benannt.
- Im Film Anamorph – Die Kunst zu töten wird ein Serienmörder „Onkel Eddy“ genannt.
- Die Horrorkomödie Ed Gein, the Musical von 2010 wurde von Dan Davies, der auch die Hauptrolle spielte, geschrieben und produziert[5]
- In der Filmbiografie Hitchcock von Sacha Gervasi verkörpert der kanadische Schauspieler Michael Wincott den als Vision Hitchcocks auftretenden Ed Gein.
- In der True-Crime-Serie Dahmer – Monster: Die Geschichte von Jeffrey Dahmer wird der Fall Gein als Präzedenzfall beschrieben und Jeffrey Dahmers Taten mit denen Geins verglichen. In diesem Zusammenhang enthält die achte Episode der Netflix-Serie mit dem Titel Lionel nachgestellte Spielszenen, die die Taten von Ed Gein rekonstruieren.

### Serien
- In der zweiten Staffel von American Horror Story ist Dr. Oliver Thredson von Gein inspiriert.[6]

### Theater
Im Jahr 2012 schrieb und inszenierte der deutsche Regisseur Jörg Buttgereit am Theater Dortmund das auf dem Fall Ed Gein basierende Theaterstück Kannibale und Liebe – Eine True Crime-Tragödie. Die Rolle des Ed Gein wurde von dem Schauspieler Uwe Rohbeck dargestellt.

### Musik
Ed Gein war auch Inspiration für verschiedene Musikstücke: z. B. für Ed Gein for President der belgischen Grindcore-Gruppe Hybrid Viscery, Gein von Ry Legit, Dead Skin Mask von Slayer, Nothing to Gein von Mudvayne, Old Mean Ed Gein von The Fibonaccis, Jessica von Dir en grey, Nipple Belt von Tad, Skinned von Blind Melon oder Lotion von Greenskeepers. Des Weiteren gibt es ein gleichnamiges Lied der angloamerikanischen Gruppe Killdozer. Im Beiheft der CD Little Baby Buntin ist auch eine Röntgenaufnahme von Ed Geins Kopf abgebildet. Die Death-Metal-Gruppe Macabre hat zwei Lieder über Ed Gein namens Ed Gein und The Geins produziert. Die Band Combichrist berücksichtigt Gein neben anderen bekannten Serien-/Massenmördern in dem Lied God Bless. Auch die Brutal-Death-Metal-Band Cerebral Bore erwähnt Ed Gein in ihrem Lied Entombed in Butchered Bodies.
Das Cover der dritten LP Obey der schwedischen Noise-Rock-Band Brainbombs ziert das Abbild Ed Geins, ebenso das Album Madman Roll der britischen Psychobilly-Band The Meteors von 1991. Auf diesem Album befindet sich das Gein „gewidmete“ Lied A Very Handy Man.
Der Sänger und Schlagzeuger der österreichischen Band Bloodsucking Zombies from Outer Space nennt sich selbst „Dead Gein“ – als eine Art Hommage an den Serienmörder. Auf einem Album der Bloodsucking Zombies wird das Leben Ed Geins im Song GHOUL besungen. Der ehemalige Bassist der Gruppe Marilyn Manson nannte sich Gidget Gein (Gidget nach einer Film-Surferlegende aus den 1960er Jahren).
Zudem nennt sich eine ganze Musikgruppe Ed Gein. Die schwedische Death-Metal-Gruppe Deranged hat sich nach dem gleichnamigen Film, der von Ed Gein handelt, benannt und ein Album mit dem Titel Plainfield Cemetary (dt. Friedhof von Plainfield) veröffentlicht, in dem auf die Taten des Serienmörders eingegangen wird.
Im Album Amo, Januar 2019 von der Metalcore-Band Bring Me the Horizon veröffentlicht, lautet es in einer Strophe des Liedes Wonderful Life: „I wear a happy face like I’m Ed Gein“. Dabei bezieht sich der Text auf die Hautmasken Geins.

### Comics/Videospiele
- Im japanischen Manga Rurouni Kenshin ist Ed Gein das Vorbild für den Charakter Gein, der Puppen und Kampfmaschinen aus Leichenteilen baut.
- Im vierten Teil der Videospielreihe Silent Hill gibt es eine Figur namens Jasper Gein.